# Partners (statua)
Partners è il nome di una scultura in rame, realizzata nel 1993 dall'artista e animatore disney Blaine Gibson, raffigurante Walt Disney che tiene per mano Topolino, la creatura più celebre da lui creata nel 1928. Misura 196 cm (quindi di più di quanto era alto Walt Disney stesso).
L'originale è ammirabile nel parco Disneyland di Anaheim a Los Angeles proprio di fronte il celebre castello. L'opera però è divenuta simbolica nel parco tanto è che negli anni successivi sono state create diverse copie per quasi tutti gli altri parchi Disney nel mondo, diventando il punto centrale di attenzione mentre gli ospiti entrano in essi. Per reallizarlo l'artista si basò su un busto di Disney degli anni '60, mentre per riprodurre le mani unite Blaine prese spunto da una scena del film disney Fantasia del 1940 in cui Topolino stringe la mano del direttore d'orchestra Leopold Stokowski.
La targa sotto le statue porta a versioni leggermente diverse alcune parole che vengono fatte attribuire a Disney ma che in realtà non ha mai pronunciato: "Penso che quello che voglio più di tutto è che Disneyland sia un luogo felice".

## L'autore
Blaine Gibson (1918 – 2015) quando aveva 21 anni fece domanda per una posizione presso i Walt Disney Studios. Fece domanda per posta richiedendo informazioni su qualsiasi opportunità di lavoro. Ricevette una risposta di inviare un disegno con la sua domanda di lavoro. La sua illustrazione di un bambino che munge una mucca e schizzava il latte in bocca a un gattino gli valse un lavoro come animatore di effetti e fu assunto negli studi nel 1939. Il disegno è stata la sua principale attività per molti anni.
Divenne principalmente noto per le sue animazioni in Fantasia, Bambi, I racconti dello zio Tom, Alice nel Paese delle Meraviglie, Peter Pan, La Bella Addormentata nel bosco e La carica dei cento e uno. Dopo dieci anni divenne assistente animatore di Frank Thomas. Ma aldilà dell'animazione, la scultura era sempre stata la sua passione principale per cui aveva studiato da ragazzo e creava spesso opere statuarie. Fu così che Disney si interessò presto alle sue sculture e lo assegnò al suo nuovo progetto Disneyland. Da lì iniziò a scolpire a tempo pieno per le attrazioni del parco. Alcune delle sue opere più evidenti sono i pirati dell'attrazione Pirati dei Caraibi, i fantasmi e i ghul della Haunted Mansion e tanti altri. Fuori dalla Disney ha anche scolpito i busti ufficiali dei presidenti degli Stati Uniti.
Gibson è morto di insufficienza cardiaca il 5 luglio 2015 all'età di 97 anni.

## L'opera, la sua collocazione e le copie
Gibson impiegò circa un anno per realizzare l'opera e di essa disse: “Ho scelto di rappresentare Walt come era nel 1954. Penso che fosse quando era all'apice del suo successo. È stato difficile cercare di eguagliare l'immagine mediatica di Walt Disney, quella che il pubblico conosce, al vero Walt, quello che conoscevamo noi. Nella scultura penso che Walt stia ammirando il parco e dicendo a Mickey, ‘Guarda cosa abbiamo realizzato insieme’, come se in quel progetto originario del parco in realtà loro due fossero una vera squadra, e quindi 'Guarda tutte le persone felici che sono venute a trovarci oggi'.
Come rivelato in "A Virtual Tour of Walt Disney Imagineering: Part 2", Topolino doveva essere raffigurato con un cono gelato, ma si decise di eliminare questo elemento perché si pensò ch lo avrebbe fatto apparire troppo infantile.
La statua originale si trova di fronte al Castello della Bella Addormentata a Disneyland, il primissimo parco a tema realizzato proprio da Walt Disney. È stato installato e poi svelato nel 1993 il giorno del compleanno di Topolino, il 18 novembre.
Quasi due anni dopo venne fatta una copia esatta per il Magic Kingdom del Walt Disney World a Orlando in Florida e collocato lì il 19 giugno 1995. La sua targa ha una citazione leggermente diversa dell'originale di Los Angeles: "Crediamo nella nostra idea: un parco familiare dove genitori e bambini posanno divertirsi insieme".
Attualmente ci sono cinque versioni della statua dei Partners. La terza è stata installata nel Tokyo Disney Resort di Tokyo Disneyland il 15 aprile 1998. Il quarto è stato installato negli storici Walt Disney Studios di Burbank, sempre in California, il 5 dicembre 2001. E il quinto è stato aggiunto al Parc Walt Disney Studios di Disneyland Paris il 16 marzo 2002.